# Medzibrod
Medzibrod es un municipio del distrito de Banská Bystrica en la región de Banská Bystrica, Eslovaquia, con una población estimada a final del año 2024 de 1372 habitantes.
Se encuentra ubicado en la zona centro-norte de la región, cerca del río Hron —un afluente izquierdo del Danubio— y de la frontera con la región de Žilina.

## Demografía
| Año        | 1994 | 2004    | 2014    | 2024    |
| ---------- | ---- | ------- | ------- | ------- |
| Población  | 1307 | 1303    | 1359    | 1372    |
| Diferencia |      | −0,30 % | +4,29 % | +0,95 % |

| Año        | 2023 | 2024    |
| ---------- | ---- | ------- |
| Población  | 1395 | 1372    |
| Diferencia |      | −1,64 % |